# Pseudolithos cubiformis
Pseudolithos cubiformis là một loài thực vật có hoa trong họ La bố ma. Loài này được (P.R.O. Bally) P.R.O. Bally miêu tả khoa học đầu tiên năm 1965.